# 1004
Năm 1004 là một năm trong lịch Julius.